# Logóteta dos rebanhos
Logóteta dos rebanhos (em grego: λογοθέτης τῶν ἀγελῶν; romaniz.: logothetēs tōn agelōn) era o oficial bizantino responsável pelas propriedades estatais (mitato) no oeste da Ásia Menor, que criavam cavalos e mulas para o exército bizantino, bem como para o correio imperial (curso público). Seu ofício é comumente aceito como evolução do ofício romano prepósito grego (praepositus gregum), que era subordinado do conde da fortuna privada. Exclusivamente entre os logótetas, o logóteta dos rebanhos está listado entre os oficiais militares (estratarcas). O Cletorológio de Filoteu de 899, destaca estreitas ligações do ofício com o exército. A importância do ofício aumentou a partir do século X, atingindo seu apogeu no final do século XIII, quando foi ostentado por vários funcionários estaduais importantes.

## Oficiais subordinados
Os subordinados do logóteta dos rebanhos eram:
- Os protonotários da Ásia e Frígia, onde o mitato foi aparentemente concentrado.[1]
- Os dicetas do mitato (em grego: διοικηταὶ τῶν μητάτων; romaniz.: dioikētai ton mitáta), os administradores dos haras e sucessores do romano procurador da floresta (procuratores saltuum).[1]
- Os episceptetas (episkeptētai; "inspetores") e condes (komētes), ambos com função incerta.[1]

Evidências sigilográficas atestam a existência de cartulários e um ek prosōpou ("representante") no departamento.